# Ceryx cybelistis
Ceryx cybelistis là một loài bướm đêm thuộc phân họ Arctiinae, họ Erebidae.